# Young Toledo and Company
Young, Toledo & Company war ein Unternehmen in Britisch Honduras.

## Geschichte
Das Unternehmen wurde um 1839 gegründet und war vor allem im Mahagoni-Handel im Südteil von Britisch-Honduras (heute: Toledo District) tätig. Das Unternehmen hielt zuerst Mahagoni-Konzessionen, die mit dem Land Titles Acts von 1854 in Landbesitzrechte übergingen. Bis 1871 hatte das Unternehmen mehr as 1 Mio. Acre (über 4000 km²) Land in Besitz. Dennoch ist das Unternehmen 1881 bankrottgegangen. Das Land von Young, Toledo & Company fiel zurück an die Krone und wurde unter anderem von der British Honduras Company aufgekauft. Ein Teil davon ging aber auch an Bernard Cramer.
Nachdem die Konföderierten den Amerikanischen Bürgerkrieg verloren hatten, lud das Unternehmen Menschen aus den Südstaaten der Vereinigten Staaten ein, im Süden von Britisch-Honduras Zuckerrohr-Plantagen anzulegen, um die Wirtschaft in der Region in Schwung zu bringen.